# Liga Uruguaya de Básquetbol 2012-13
La X Liga Uruguaya de Básquetbol 2012-13, organizada por la FUBB, comenzó el 14 de septiembre de 2012 y finalizó el 6 de mayo del 2013. Esta liga nuclea a los equipos de Primera División del básquetbol uruguayo.

## Equipos participantes

### Liga Capital
| Club                              | Ciudad     | Barrio         | Entrenador         | 11-12                                   |
| --------------------------------- | ---------- | -------------- | ------------------ | --------------------------------------- |
| Club Atlético Aguada              | Montevideo | La Aguada      | Marcelo Capalbo    | 4°                                      |
| Club Biguá                        | Montevideo | Villa Biarritz | Álvaro Tito        | 6°                                      |
| Club Atlético Bohemios            | Montevideo | Pocitos        | Germán Fernández   | 7º                                      |
| Club Atlético Cordón              | Montevideo | Cordón         | Gonzalo Caneiro    | 10º                                     |
| Defensor Sporting Club            | Montevideo | Parque Rodó    | Gerardo Jauri      | 8°                                      |
| Asociación Hebraica y Macabi      | Montevideo | Ciudad Vieja   | Marcelo Signorelli | Campeón                                 |
| Institución Atlética Larre Borges | Montevideo | Unión          | Miguel Bragunde    | 11°                                     |
| Club Malvín                       | Montevideo | Malvín         | Pablo López        | Vicecampeón                             |
| Montevideo Basket Ball Club       | Montevideo | Villa Muñoz    | Esteban Yaquinta   | 13º                                     |
| Nacional                          | Montevideo | La Blanqueada  | Daniel Mancione    | Ascenso del Metropolitano - Vicecampeón |
| Club Atlético Olimpia             | Montevideo | Villa Colón    | Álvaro Ponce       | 12º                                     |
| Club Social y Deportivo Sayago    | Montevideo | Sayago         | Horacio Perdomo    | 14º                                     |
| Club Atlético Tabaré              | Montevideo | Parque Batlle  | Alejandro González | Ascenso del Metropolitano - Campeón     |
| Club Trouville                    | Montevideo | Pocitos        | Mateo Rubio Díaz   | 5°                                      |
| Unión Atlética                    | Montevideo | Malvín         | Héctor Da Prá      | 9º                                      |
| Club Atlético Welcome             | Montevideo | Parque Rodó    | Javier Espíndola   | 3°                                      |

### Liga Centro-Sur
| Club                   | Departamento |
| ---------------------- | ------------ |
| Albión                 | Maldonado    |
| Flores Basketball Club | Flores       |
| Lagomar                | Canelones    |
| Lavalleja              | Lavalleja    |
| Maldonado              | Maldonado    |

### Liga Litoral
| Club                 | Departamento |
| -------------------- | ------------ |
| Allavena             | Paysandú     |
| Juventus             | Salto        |
| Nacional Fray Bentos | Río Negro    |
| Universitario        | Salto        |
| Wanderers            | Paysandú     |

## Desarrollo

### Clasificatorio: Liga Capital
Esta Liga comenzó el 14 de septiembre, siendo el arranque oficial de la LUB. Conlcuida la misma se obtuvieron los ocho equipos de capital que pasan a jugar la Súper Liga, los tres que pasan al Torneo Reclasificatorio y los dos equipos que descienden a Segunda División.

#### Tabla de posiciones Capital
| Puesto | Equipo            | PJ | PG | PP | Ptos. |
| ------ | ----------------- | -- | -- | -- | ----- |
| 1º     | Biguá             | 30 | 22 | 8  | 52    |
| 2º     | Trouville         | 30 | 22 | 8  | 52    |
| 3º     | Unión Atlética    | 30 | 21 | 9  | 51    |
| 4º     | Malvín            | 30 | 21 | 9  | 51    |
| 5º     | Hebraica y Macabi | 30 | 20 | 10 | 50    |
| 6º     | Aguada            | 30 | 19 | 11 | 49    |
| 7º     | Defensor Sporting | 30 | 16 | 14 | 46    |
| 8º     | Bohemios          | 30 | 16 | 14 | 46    |
| 9º     | Montevideo        | 30 | 15 | 15 | 45    |
| 10º    | Olimpia           | 30 | 12 | 18 | 42    |
| 11º    | Sayago            | 30 | 12 | 18 | 42    |
| 12º    | Tabaré            | 30 | 9  | 21 | 40    |
| 13º    | Nacional          | 30 | 7  | 23 | 37    |
| 14º    | Larre Borges      | 39 | 7  | 23 | 37    |
| 15º    | Welcome           | 30 | 11 | 19 | 36    |
| --     | Cordón            | 30 | 10 | 17 | --    |

|  | Equipos clasificados a la Súper Liga.           |
|  | Equipos clasificados al Torneo Reclasificatorio |
|  | Equipos que descienden a Segunda División.      |

### Súper Liga
Una vez conlcuida la Súper Liga se obtuvieron los cuatro equipos clasificados a playoff y los cuatro restantes que jugarán el Torneo Reclasificatorio, junto con los tres equipos ganadores del Súper Cuatro y tres los equipos de la Liga Capital que quedaron en 9°, 10° y 11° lugar en la etapa del Clasificatorio.

#### Tabla de posiciones Capital
| Puesto | Equipo            | PJ | PG | PP | Ptos. |
| ------ | ----------------- | -- | -- | -- | ----- |
| 1º     | Unión Atlética    | 37 | 27 | 10 | 38.5  |
| 2º     | Trouville         | 37 | 26 | 11 | 37    |
| 3º     | Malvín            | 37 | 25 | 12 | 36.5  |
| 4º     | Biguá             | 37 | 25 | 12 | 36    |
| 5º     | Defensor Sporting | 37 | 20 | 17 | 34    |
| 6º     | Hebraica y Macabi | 37 | 22 | 15 | 34    |
| 7º     | Aguada            | 37 | 21 | 16 | 33.5  |
| 8º     | Bohemios          | 37 | 19 | 18 | 33    |

|  | Equipos clasificados a cuartos de final |
|  | Equipos clasificados a octavos de final |

### Clasificatorio: Liga Centro-Sur
De la Liga Centro-Sur clasifican los 2 primeros equipos para disputar el Súper Cuatro, contra los dos primeros clasificados de la Liga Litoral.
| Puesto | Equipo     | PJ | PG | PP |
| ------ | ---------- | -- | -- | -- |
| 1º     | Lagomar    | 10 | 8  | 2  |
| 2º     | Maldonado  | 10 | 8  | 2  |
| 3º     | Plaza NH   | 8  | 6  | 2  |
| 4º     | Flores BBC | 9  | 3  | 6  |
| 5º     | Albión     | 10 | 2  | 8  |
| 6º     | Lavalleja  | 9  | 1  | 8  |

|  | Equipos clasificados al Súper Cuatro |

### Clasificatorio: Liga Litoral
De la Liga Litoral clasifican los 2 primeros equipos para disputar el Súper Cuatro, contra los dos primeros clasificados de la Liga Centro-Sur.
| Puesto | Equipo        | PJ | PG | PP |
| ------ | ------------- | -- | -- | -- |
| 1º     | Wanderers     | 8  | 7  | 1  |
| 2º     | Allavena      | 8  | 5  | 3  |
| 3º     | Nacional FB   | 7  | 4  | 3  |
| 4º     | Juventus      | 7  | 2  | 5  |
| 5º     | Universitario | 5  | 0  | 5  |

|  | Equipos clasificados al Súper Cuatro |

#### Súper Cuatro
Tras disputarse el Súper Cuatro, los resultados arrojaron como clasificados al Torneo Reclasificatorio a Allavena, Maldonado y Lagomar, quedando fuera de éste, Wanderers.

### Torneo Reclasificatorio
| Puesto | Equipo     | PJ | PG | PP |
| ------ | ---------- | -- | -- | -- |
| 1º     | Montevideo | 10 | 9  | 1  |
| 2º     | Olimpia    | 10 | 6  | 4  |
| 3º     | Sayago     | 10 | 5  | 5  |
| 4º     | Maldonado  | 10 | 5  | 5  |
| 5º     | Lagomar    | 10 | 3  | 7  |
| 6º     | Allavena   | 10 | 3  | 7  |

|  | Equipos clasificados a octavos de final |

### Play offs
Todos los partidos de esta etapa se juegan en el Palacio Peñarol.
|  | Octavos de final       | Octavos de final       |                   |   | Cuartos de final       | Cuartos de final       |  |  | Semifinales            | Semifinales            |  |  | Final                  | Final                  |
|  | Al mejor de 5 partidos | Al mejor de 5 partidos |                   |   | Al mejor de 5 partidos | Al mejor de 5 partidos |  |  | Al mejor de 5 partidos | Al mejor de 5 partidos |  |  | Al mejor de 7 partidos | Al mejor de 7 partidos |
|  |                        |                        |                   |   |                        |                        |  |  |                        |                        |  |  |                        |                        |
|  |                        |                        |                   |   |                        |                        |  |  |                        |                        |  |  |                        |                        |
|  |                        |                        |                   |   |                        |                        |  |  |                        |                        |  |  |                        |                        |
|  |                        |                        |                   |   |                        |                        |  |  |                        |                        |  |  |                        |                        |
|  |                        |                        |                   |   |                        |                        |  |  |                        |                        |  |  |                        |                        |
|  |                        |                        |                   |   |                        |                        |  |  |                        |                        |  |  |                        |                        |
|  | Unión Atlética         | 2                      |                   |   |                        |                        |  |  |                        |                        |  |  |                        |                        |
|  | Unión Atlética         | 2                      |                   |   |                        |                        |  |  |                        |                        |  |  |                        |                        |
|  |                        | Bohemios               | 3                 |   |                        |                        |  |  |                        |                        |  |  |                        |                        |
|  | Bohemios               | Bohemios               | 3                 | 3 |                        |                        |  |  |                        |                        |  |  |                        |                        |
|  | Bohemios               |                        |                   | 3 |                        |                        |  |  |                        |                        |  |  |                        |                        |
|  | Montevideo             | 1                      |                   |   |                        |                        |  |  |                        |                        |  |  |                        |                        |
|  | Montevideo             | 1                      | Bohemios          | 0 |                        |                        |  |  |                        |                        |  |  |                        |                        |
|  |                        |                        |                   | 0 |                        |                        |  |  |                        |                        |  |  |                        |                        |
|  |                        | Defensor Sporting      | 3                 |   |                        |                        |  |  |                        |                        |  |  |                        |                        |
|  |                        | Defensor Sporting      | 3                 |   |                        |                        |  |  |                        |                        |  |  |                        |                        |
|  |                        |                        |                   |   |                        |                        |  |  |                        |                        |  |  |                        |                        |
|  |                        |                        |                   |   |                        |                        |  |  |                        |                        |  |  |                        |                        |
|  | Biguá                  | 1                      |                   |   |                        |                        |  |  |                        |                        |  |  |                        |                        |
|  | Biguá                  | 1                      |                   |   |                        |                        |  |  |                        |                        |  |  |                        |                        |
|  |                        | Defensor Sporting      | 3                 |   |                        |                        |  |  |                        |                        |  |  |                        |                        |
|  | Defensor Sporting      | Defensor Sporting      | 3                 | 3 |                        |                        |  |  |                        |                        |  |  |                        |                        |
|  | Defensor Sporting      |                        |                   | 3 |                        |                        |  |  |                        |                        |  |  |                        |                        |
|  | Maldonado              | 0                      |                   |   |                        |                        |  |  |                        |                        |  |  |                        |                        |
|  | Maldonado              | 0                      | Defensor Sporting | 3 |                        |                        |  |  |                        |                        |  |  |                        |                        |
|  |                        |                        |                   | 3 |                        |                        |  |  |                        |                        |  |  |                        |                        |
|  |                        | Aguada                 | 4                 |   |                        |                        |  |  |                        |                        |  |  |                        |                        |
|  |                        | Aguada                 | 4                 |   |                        |                        |  |  |                        |                        |  |  |                        |                        |
|  |                        |                        |                   |   |                        |                        |  |  |                        |                        |  |  |                        |                        |
|  |                        |                        |                   |   |                        |                        |  |  |                        |                        |  |  |                        |                        |
|  | Malvín                 | 3                      |                   |   |                        |                        |  |  |                        |                        |  |  |                        |                        |
|  | Malvín                 | 3                      |                   |   |                        |                        |  |  |                        |                        |  |  |                        |                        |
|  |                        | Hebraica y Macabi      | 2                 |   |                        |                        |  |  |                        |                        |  |  |                        |                        |
|  | Hebraica y Macabi      | Hebraica y Macabi      | 2                 | 3 |                        |                        |  |  |                        |                        |  |  |                        |                        |
|  | Hebraica y Macabi      |                        |                   | 3 |                        |                        |  |  |                        |                        |  |  |                        |                        |
|  | Sayago                 | 1                      |                   |   |                        |                        |  |  |                        |                        |  |  |                        |                        |
|  | Sayago                 | 1                      | Malvín            | 1 |                        |                        |  |  |                        |                        |  |  |                        |                        |
|  |                        |                        |                   | 1 |                        |                        |  |  |                        |                        |  |  |                        |                        |
|  |                        | Aguada                 | 3                 |   |                        |                        |  |  |                        |                        |  |  |                        |                        |
|  |                        | Aguada                 | 3                 |   |                        |                        |  |  |                        |                        |  |  |                        |                        |
|  |                        |                        |                   |   |                        |                        |  |  |                        |                        |  |  |                        |                        |
|  |                        |                        |                   |   |                        |                        |  |  |                        |                        |  |  |                        |                        |
|  | Trouville              | 0                      |                   |   |                        |                        |  |  |                        |                        |  |  |                        |                        |
|  | Trouville              | 0                      |                   |   |                        |                        |  |  |                        |                        |  |  |                        |                        |
|  |                        | Aguada                 | 3                 |   |                        |                        |  |  |                        |                        |  |  |                        |                        |
|  | Aguada                 | Aguada                 | 3                 | 3 |                        |                        |  |  |                        |                        |  |  |                        |                        |
|  | Aguada                 |                        |                   | 3 |                        |                        |  |  |                        |                        |  |  |                        |                        |
|  | Olimpia                | 2                      |                   |   |                        |                        |  |  |                        |                        |  |  |                        |                        |
|  | Olimpia                | 2                      |                   |   |                        |                        |  |  |                        |                        |  |  |                        |                        |

| Campeón de la LUB 2012-13  |
| -------------------------- |
| Aguada 1° Título de la LUB |